# Френ-сюр-Эско
Френ-сюр-Эско́ (фр. Fresnes-sur-Escaut) — коммуна во Франции, регион О-де-Франс, департамент Нор, округ Валансьен, кантон Анзен. Город расположен в 10 км к северо-востоку от Валансьена и в 7 км от границы с Бельгией, в 5 км от автомагистрали А2, в месте слияния рек Эско (Шельда) и Эн.
Население (2017) — 7 565 человек.

## Экономика
Структура занятости населения:
- сельское хозяйство — 0,0 %
- промышленность — 20,4 %
- строительство — 11,2 %
- торговля, транспорт и сфера услуг — 29,2 %
- государственные и муниципальные службы — 39,1 %

Уровень безработицы (2017) — 23,7 % (Франция в целом — 13,4 %, департамент Нор — 17,6 %). 

Среднегодовой доход на 1 человека, евро (2017) — 15 790 (Франция в целом — 21 110, департамент Нор — 19 490).

## Демография
Динамика численности населения, чел.

## Администрация
Пост мэра Френ-сюр-Эско с 2013 года занимает Валери Форни (Valérie Fornies). На муниципальных выборах 2020 года возглавляемый ею левый список одержал победу во 2-м туре, получив 49,89 % голосов (из трех списков).
| Период | Период | Фамилия      | Партия                  | Примечания                  |
| ------ | ------ | ------------ | ----------------------- | --------------------------- |
| 1995   | 2013   | Люк Коппен   | Европа Экология Зелёные |                             |
| 2013   |        | Валери Форни | Европа Экология Зелёные | директор социального центра |

## Галерея

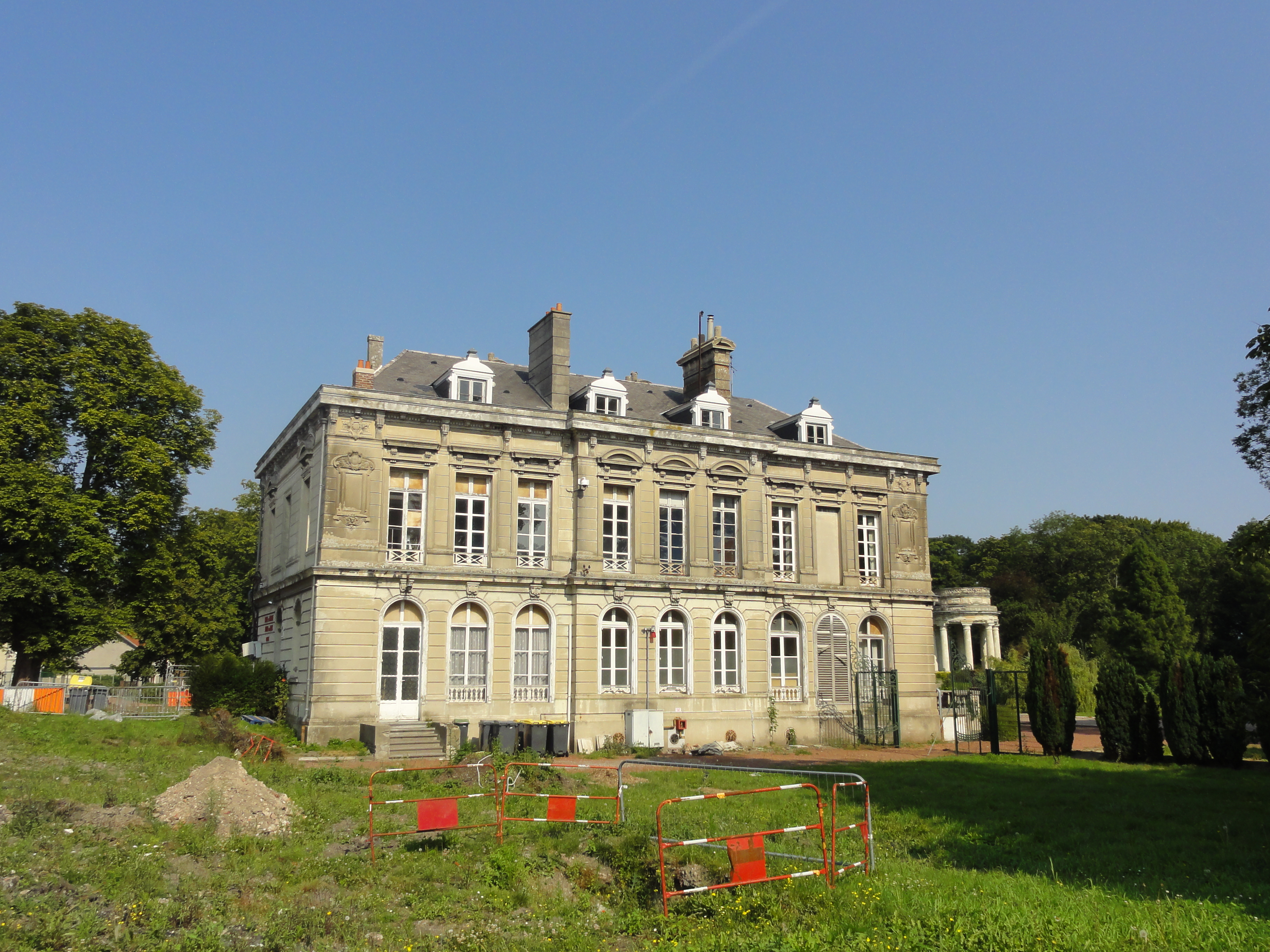
Шато Станислас Дезандруен
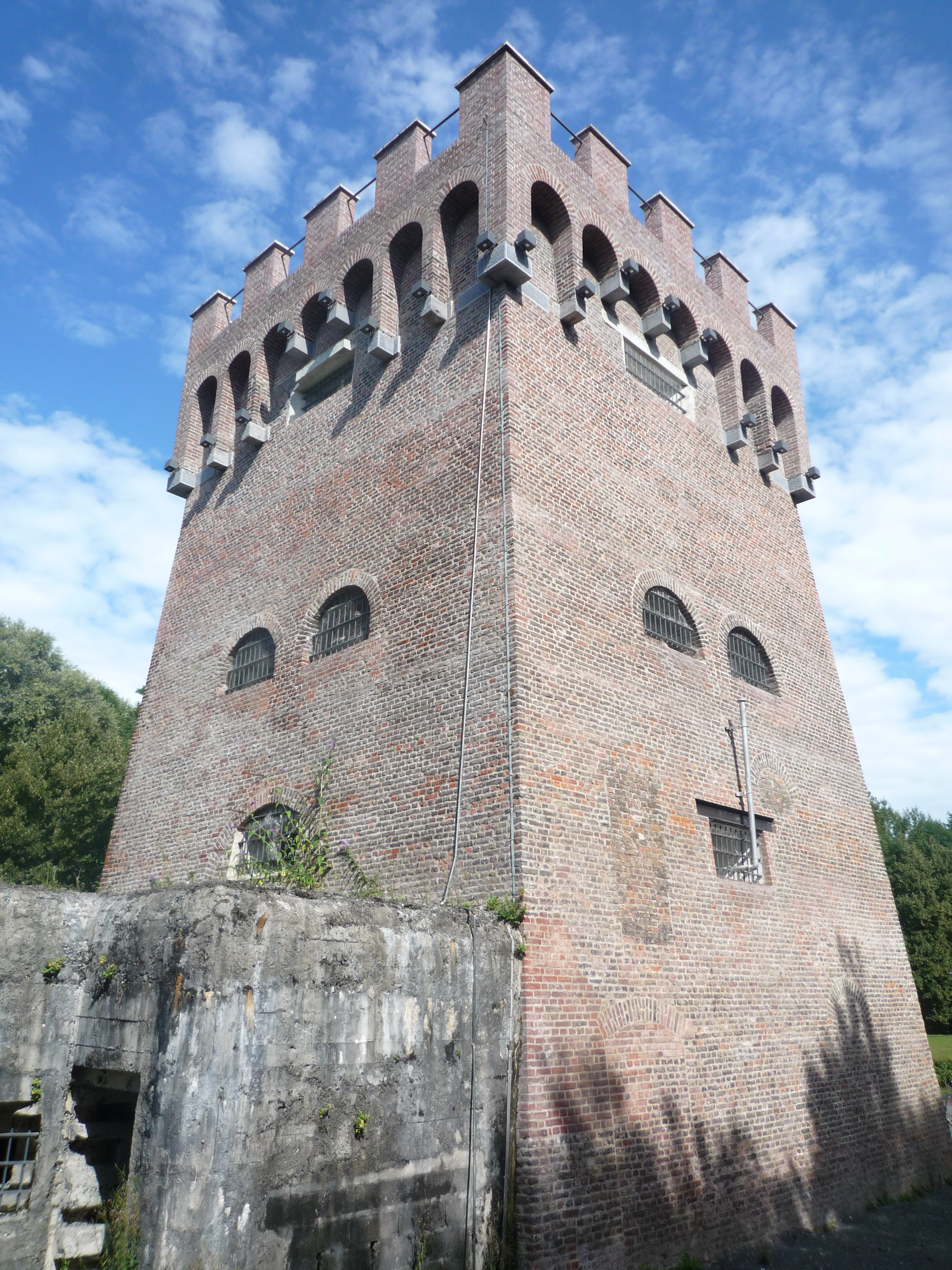
Шахта Сарто
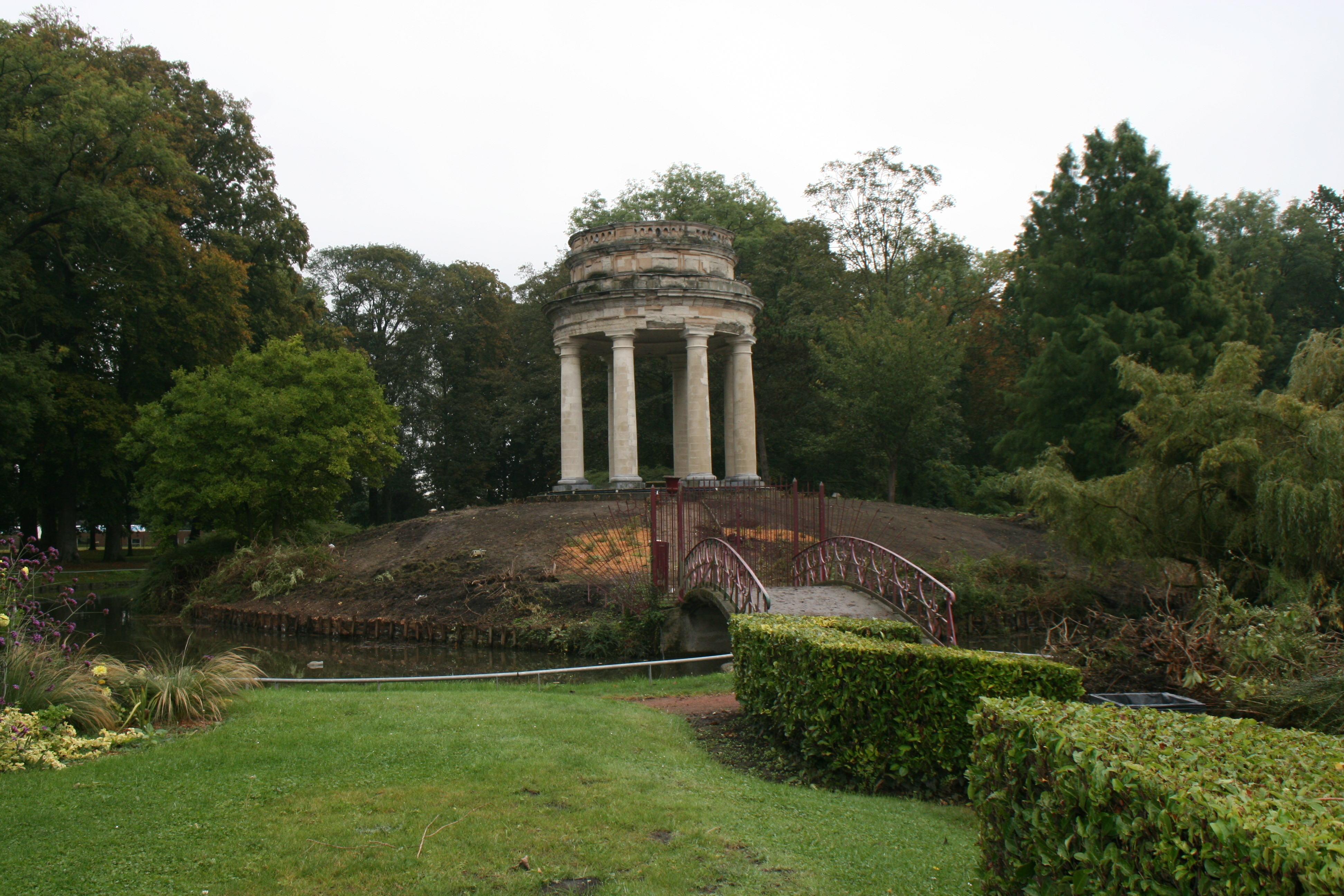
«Павильон Амура» в парке Жолио-Кюри

1. 1 2  база данных о французских коммунах — Национальный географический институт Франции, 2015.